# 石井平作
石井 平作  (いしい へいさく、1880年代中半？- 1969年(昭和44年) は、元稲城村長である。

## 概要
平尾出身だと思われる。
稲城村議員を経験し、1947年森一郎の後を継いで村長になる。
1951年に森一郎に村長を譲って退任する。
その後、農業委員会委員になる。
1969年没。